# Moose Meadows 4
Moose Meadows 4 est une réserve indienne canadienne située dans le comté de Restigouche, au nord du Nouveau-Brunswick. Elle est gérée par la Première nation Eel River Bar.

## Administration

### Représentation et tendances politiques
Nouveau-Brunswick: Moose Meadows 4 fait partie de la circonscription de Dalhousie—Restigouche-Est, qui est représentée à l'Assemblée législative du Nouveau-Brunswick par Donald Arseneault, du parti libéral. Il fut élu en 2010.
 Canada: Moose Meadows 4 fait partie de la circonscription fédérale de Miramichi, qui est représentée à la Chambre des communes du Canada par Tilly O'Neill-Gordon, du Parti conservateur. Elle fut élue lors de la 40e élection fédérale, en 2008.